# Italië op het Eurovisiesongfestival 1989
Italië deed mee aan het Eurovisiesongfestival 1989 in Lausanne (Zwitserland). Het was de eenendertigste deelname van het land.

## Nationale selectie
Net zoals de voorbije jaren besloot de RAI, de Italiaanse nationale omroep, hun kandidaat voor het Eurovisiesongfestival intern te kiezen. Er werd gekozen voor Anna Oxa & Fausto Leali met het lied "Avrei voluto".

## In Lausanne
In Zwitserland moest Italië aantreden als 1ste aantreden net voor Israël.
Op het einde van de puntentelling bleek dat men op een 9de plaats was geëindigd met 56 punten.
Men ontving 1 keer het maximum van de punten.
Nederland en België gaven geen punten aan deze inzending.

### Gekregen punten

#### Finale
| 12 punten | 10 punten     | 8 punten      | 7 punten               | 6 punten |
| --------- | ------------- | ------------- | ---------------------- | -------- |
| - Spanje  | - Finland     | - Joegoslavië | - Duitsland - Portugal | - Cyprus |
| 5 punten  | 4 punten      | 3 punten      | 2 punten               | 1 punt   |
|           | - Griekenland |               | - Zwitserland          |          |

### Punten gegeven door Italië

#### Finale
Punten gegeven in de finale:
| 12 punten | Oostenrijk          |
| 10 punten | Nederland           |
| 8 punten  | Spanje              |
| 7 punten  | Duitsland           |
| 6 punten  | Verenigd Koninkrijk |
| 5 punten  | Denemarken          |
| 4 punten  | Zwitserland         |
| 3 punten  | Frankrijk           |
| 2 punten  | Cyprus              |
| 1 punt    | Israël              |

1956 · 1957 · 1958 · 1959 · 1960 · 1961 · 1962 · 1963 · 1964 · 1965 · 1966 · 1967 · 1968 · 1969 · 1970 · 1971 · 1972 · 1973 · 1974 · 1975 · 1976 · 1977 · 1978 · 1979 · 1980 · 1981-1982 · 1983 · 1984 · 1985 · 1986 · 1987 · 1988 · 1989 · 1990 · 1991 · 1992 · 1993 · 1994-1996 · 1997 · 1998-2010 · 2011 · 2012 · 2013 · 2014 · 2015 · 2016 · 2017 · 2018 · 2019 · 2020 · 2021 · 2022 · 2023 · 2024 · 2025